# Grammatophyllum multiflorum
Grammatophyllum multiflorum Lindl., 1838 è una pianta della famiglia delle Orchidacee, endemica delle isole Filippine.

## Descrizione
È un'orchidea di grandi dimensioni con crescita epifita. G. multiflorum presenta pseudobulbi lunghi in media 150 centimetri, che portano  4 foglie lisce, oblanceolate, ad apice acuto, piuttosto spesse.
La fioritura avviene in primavera ed in estate, mediante una infiorescenza basale, lunga fino a 150 centimetri, inarcata, portante fino a 100 fiori. Questi sono grandi in media 5 centimetri e presentano sepali e petali di forma lanceolata ad apice acuto, di colore verde recanti grandi macchie marroni, e il labello trilobato a lobi rialzati di colore screziato di bianco, verde e marrone.

## Distribuzione e habitat
La specie è endemica delle Filippine, dove cresce epifita su alberi di foreste pluviali a basse quote, non superiori ai 300 metri sul livello del mare.

## Tassonomia
Sono note le seguenti varietà:
- Grammatophyllum multiflorum var. multiflorum
- Grammatophyllum multiflorum var. tigrinum Lindl., 1842

## Coltivazione
Questa pianta necessita molta luce e temperature calde durante tutto l'anno.